# Atherinomorus endrachtensis
Atherinomorus endrachtensis is een straalvinnige vissensoort uit de familie van koornaarvissen (Atherinidae). De wetenschappelijke naam van de soort is voor het eerst geldig gepubliceerd in 1825 door Quoy & Gaimard.